# 海城区
海城区（かいじょう-く）は中華人民共和国広西チワン族自治区北海市に位置する市轄区。

## 行政区画
- 街道:中街街道、東街街道、西街街道、海角街道、地角街道、高徳街道、駅馬街道
- 鎮:潿洲鎮